# Battaglia di Lüshunkou
La battaglia di Lüshunkou fu uno scontro militare combattuto il 21 novembre 1894 tra le truppe dell'Impero Giapponese e l'esercito dell'Impero Cinese nell'ambito della prima guerra sino-giapponese

## Antefatti
Dopo la sconfitta nella battaglia del fiume Yalu e in altri scontri di minore importanza nella penisola del Liaodong le truppe cinesi dell'esercito Beiyang si ritirarono nella città di Lüshunkou (chiamata anche Port Arthur), ritenuta imprendibile grazie alle fortificazioni e all'artiglieria.

## Svolgimento
Una parte della seconda armata dell'Esercito Imperiale Giapponese guidata dal maresciallo di campo Ōyama Iwao sbarcò a Pi-tse-wo (attuale Pikou, Laioning, Cina) il 24 ottobre 1894. Le forze giapponesi avanzarono rapidamente catturando la città di Kinchow (moderna Jinxian, Laioning) il 6 novembre e la città portuale di Dalian il 7 novembre.
L'assalto a Lüshunkou iniziò dopo la mezzanotte del 21 novembre. I giapponesi assaltarono la fortezza nonostante i bombardamenti pesanti a cui furono sottoposti. Le fortificazioni sulla costa riuscirono a resistere per diverse ore, ma alle 17:00 una cadde in mano ai giapponesi. Durante la notte del 22 novembre i cinesi disertarono abbandonando le loro postazioni e lasciando in mano al nemico 57 pezzi d'artiglieria di grosso calibro e 163 di piccolo calibro.
Appena entrati in città i giapponesi furono bersagliati dai colpi di alcuni soldati cinesi che si erano nascosti nelle case vestiti da civili. I giapponesi iniziarono una caccia al nemico casa per casa, uccidendo anche molti civili che opponevano resistenza.

## Eventi posteriori

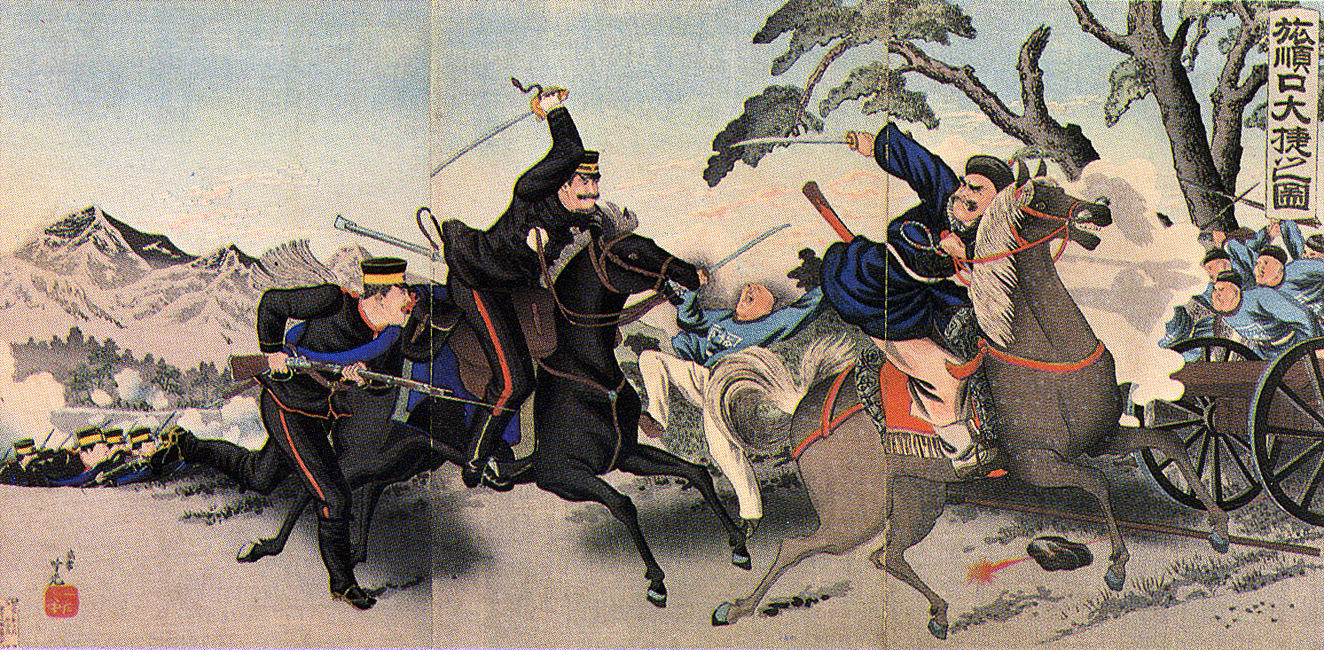
Scena della battaglia in un Ukiyo-e di Adachi Ginko del novembre 1894

La presenza di giornalisti occidentali a Lüshunkou fece sì che la notizia del massacro della popolazione divenne noto nei giornali occidentali, alcuni giustificarono questo massacro come la risposta al trattamento che i cinesi avevano riservato ai giapponesi prigionieri di guerra a Pyongyang ma l'immagine del Giappone ne uscì comunque gravemente danneggiata a livello internazionale.